# Мара Нонова
Мара Иванова Нонова-Чорбаджийска е българска художничка.

## Биография
Родена е в Търново-Сеймен (днес Симеоновград), Харманлийско на 22 февруари 1895 г. Потомка е на известния тревненски род Витанови (Йоаникий папа Витанов), майстори иконописци от Тревненската жудожествена школа от епохата на Българското възраждане. Сред предците ѝ е зограф поп Кочо Витанов. Когато тя се ражда, баща ѝ Иван Нонов е учител в Търново-Сеймен. По-късно семейството живее в Стара Загора, където преминава детството ѝ.
В Стара Загора учители по рисуване са художниците Васил Маринов, Никола Стоенчев и Димитър Куцаров, които правят и изложби. Под тяхно влияние тя се ориентира към рисуването и постъпва в Художествената академия в София, където нейни преподаватели са проф. Иван Мърквичка и проф. Стефан Иванов. Първата ѝ самостоятелна изложба, още по време на следването ѝ, е на 4 декември 1919 г. Завършва академията през 1921 г.
Същата 1921 година се жени за Димитър Чорбаджийски, писател, художник и общественик, известен вече като Чудомир. Назначена е за учителка в Казанлъшката прогимназия.
Първоначално нейните интереси са свързани с портрета, особено с дамския. След това творчеството ѝ се разширява към пейзажа, натюрморта и акварела.
Много силно въздействие върху нея оказва пътуването ѝ до Париж заедно с Чудомир (1929 – 1930). Те са командировани във френската столица, за да проучат методите на обучение по рисуване в местните училища. Експозициите в Лувъра и многото изложби, които непрекъснато се откриват в града, срещата с творбите на експресионистите оказват силно влияние върху творческия ѝ път. Картините ѝ са изпълнени със светлина, заредени са с емоция и дух.
През 1933 година прави самостоятелна изложба в Казанлък, включваща пейзажи, натюрморти, портрети, а 3 месеца по-късно я показва и в Стара Загора. През 1939 година участва в съвместна изложба на жените художнички. Светослав Камбуров пише в списание „Завети“, че в нейната картина „Смеещи се момичета“ образите са „дадени в израз, движение, замах и техника – непознати досега у нас“.
Проф. Марин Добрев казва: „През 30-те години на XX век Мара Нонова е едно от големите имена на българската живопис... Нейните пейзажи са свързани с възможността да извикаме детето в нас. В тях няма конкретно събитие, а прозира нейното съзерцание“. Тя рисува и интериора в къщата в Казанлък, където живее с Чудомир. Но „едно е да нарисуваш един интериор, друго е нарисуваш неговия дух“, което всъщност прави Мара Чорбаджийска. От края на 50-те до началото на 60-те години рисува деца, а след пенсионирането си през 1945 година избира за персонажи млади хора. Никога не е била привърженик на шумни компании.
След смъртта на Чудомир се затваря напълно, има много малко близки, но изключително достойни хора. Рисува много цветя. Според проф. Добрев „Отношението на Мара Чорбаджийска към рисуването е като свещенодействие. В изобразителното изкуство тя отстоява себе си.“
Художничката има 10 автопортрета. Подрежда 12 самостоятелни изложби, последната от които е в София през 1966 г. Умира в София на 8 май 1974 година.
Картини на Мара Нонова са притежание на Националната художествена галерия, Софийската градска художествена галерия, художествените галерии в Казанлък и Стара Загора, както и на частни сбирки.